# Kolpnyansky (huyện)
Huyện Kolpnyansky (tiếng Nga: ? райо́н) là một huyện hành chính tự quản (raion), của Tỉnh Orel, Nga. Huyện có diện tích 1194 km², dân số thời điểm ngày 1 tháng 1 năm 2000 là 20900 người. Trung tâm của huyện đóng ở Kolpny.